# Lycosa mordax
Lycosa mordax är en spindelart som beskrevs av Charles Athanase Walckenaer 1837. Lycosa mordax ingår i släktet Lycosa och familjen vargspindlar. Inga underarter finns listade i Catalogue of Life.